# Robert Bailey Drummond
Robert (Bob) Bailey Drummond (13 de mayo de 1924 - 2008) fue un botánico, y naturalista sudafricano.

## Algunas publicaciones

### Libros
- keith Coates Palgrave, robert b. Drummond, eugene john Moll, meg Coates Palgrave. Trees of Southern Africa. 3ª edición ilustrada de Struik Publishers, 1.212 pp. ISBN 1868723895

- charles r. Peters, eileen m. O'Brien, robert b. Drummond. 1992. Edible wild plants of subsaharan Africa: an annotated check list, emphasizing the woodland and savanna floras of eastern and southern Africa, including plants utilized for food by chimpanzees and baboons. Editor Royal Botanic Gardens, Kew, 239 pp. ISBN 0947643516

- darrell c.h. Plowes, robert b. Drummond. 1990. Wild flowers of Zimbabwe: a guide to some of the common wild flowers of Zimbabwe. Edición revisada de Longman Zimbabwe, 167 pp.

- robert b. Drummond. 1981. Common trees of the central watershed woodlands of Zimbabwe. Ilustrado por Olive Anderson. Editor Natural Research Board, 256 pp. ISBN 0869232967

- d.c.h. Plowes, robert b. Drummond. 1976. Wild flowers of Rhodesia: a guide to some of the common wild flowers of Rhodesia. Edición revisada de Longman Rhodesia, 167 pp. ISBN 0582641233

- robert b. Drummond. 1975. A list of trees, shrubs and woody climbers indigenous or naturalised in Rhodesia. Editor Departement of Printing and Stationery, 58 pp.

- 1974. Progress and poverty. A lecture in reply to Mr. Henry George, delivered in [...], Edinburgh, November 23, 1884. Editor Smith & Ritchie. 14 pp.

- keith Coates Palgrave. 1973. Common trees of the Highveld. Editor Longman Rhodesia

- a.r. Torere. 1973b. Rhamnaceae. Flora de Moçambique. Editor Junta de investigaçoes do Ultramar, Centro de botanica, 21 pp.

- arthur Wallis Exell, abílio Fernandes, m.l. Goncalves, e.j. Mendes, n.k.b. Robson, e.p. Sousa, b.t. Styles, a.r. Torre, f. White, h. Wild. 1969a. 47: Aquifoliaceae.- 48: Celastraceae.- 49: Rhamnaceae.- 50: Vitaceae.- 51: Sapindaceae.- 52: Melianthaceae.- 53: Ptaeroxylaceae.- 54: Anacardiaceae.- 55: Connaraceae. Volúmenes 47-55 de Flora de Mocambique / red.: A. Fernandes. Junta de Investigacões do Ultramar. Centro de Botânica

- hiram Wild, robert b. Drummond, m.l. Gonçalves. 1969. Vitaceae. Volumen 55 de Flora de Moçambique. Editor Junta de Investigações do Ultramar, Centro de Botânica, 56 pp.

- d.k. Shone, robert b. Drummond. 1965. Poisonous plants of Rhodesia. Volumen 62, Nº 4 de Rhodesia agricultural journal. Edición reimpresa de Southern Rhodesia, Ministry of Agriculture, 64 pp.

- robert b. Drummond, h.d.l. Corby. 1964. A Provisional alphabetical list and summary botanical classification of legumes indigenous to and naturalised in Southern Rhodesia as at September 8th, 1964. Editor Gov't. Herbarium, 35 pp.

## Honores

### Epónimos
- (Acanthaceae) Justicia drummondii Vollesen[2]

- (Rutaceae) Vepris drummondii Mendonça[3]
- La abreviatura «R.B.Drumm.» se emplea para indicar a Robert Bailey Drummond como autoridad en la descripción y clasificación científica de los vegetales.[4]